# Zăbrani (gmina)
Zăbrani – gmina w Rumunii, w okręgu Arad. Obejmuje miejscowości Chesinț, Neudorf i Zăbrani. W 2011 roku liczyła 4251 mieszkańców.